# André Mazeline
 (août 2024).
Ne doit pas être confondu avec André Madeline.
André Mazeline (8 avril 1915, Le Ménil-Broût, Orne – 26 janvier 1979, Caen, Calvados) était un résistant français, chef des FFI de l'Orne à partir du 20 juin 1944, frère de Jean Mazeline.
André Mazeline est né à l'école publique du Ménil-Broût (Orne) où son père était instituteur. Son frère Jean nait également à l'école publique du Ménil-Brout cinq années plus tard. Il quitte l'école de son père pour poursuivre ses études à l'École Primaire Supérieure de La Ferté-Macé et obtient son Brevet Supérieur en juillet 1932. De 1932 à 1935, il est élève-maître à l'École Normale d'Alençon. Il est ensuite nommé instituteur à L'Aigle puis chargé de l'enseignement des lettres au cours supérieur et au cours complémentaire à Argentan.
Il effectue deux années de service militaire en 1936-1937 à Paris au 23e régiment d'infanterie coloniale (devenu 23e bataillon d'infanterie de marine). Il est champion de Normandie du 400 mètres haie en 1937. À la suite d'une blessure au genou, il est démobilisé en 1938 et reprend son métier d'instituteur à La Ferté-Macé.
Le 22 mars 1939, il est rappelé et envoyé dans les Pyrénées-Orientales, à Argelès-sur-Mer, pour une mission de garde des camps de réfugiés espagnols.
À la déclaration de la guerre le 2 septembre 1939, il est sur sa demande reclassé en « service actif » le 11 septembre. Caporal-chef, puis sergent, il est affecté comme volontaire au Corps francs du 4e R.I.C le 10 février 1940. Il obtient une citation à l'ordre du corps d'armée, deux citations à l'ordre du régiment, ainsi que la Croix de Guerre avec étoile de vermeil.
Il est démobilisé en août 1940 et retourne à La Ferté Macé où il est chargé du cours préparatoire à l'École Primaire Supérieure. Il reste deux ans à La Ferté-Macé avant d'être nommé à Sainte-Opportune.

## Résistance
En mai 1943, son frère Jean le présente à Robert Aubin, chef départemental de l'OCM. Celui-ci le nomme chef de groupe à Sainte-Opportune avec pour mission d'étendre son influence à Flers. Il y crée alors un groupe de résistance.
Le 1er août, Robert Aubin le nomme responsable du canton d'Athis puis chef de l'arrondissement OCM de Flers le 15 septembre 1943. Il est alors recherché par la Gestapo et obtient un congé de longue durée de l'Inspection Académique pour se consacrer désormais entièrement à la résistance. Son pseudonyme est Marsouin en référence à son corps d'origine. À partir du 5 novembre 1943, il prend également la direction du secteur d'Argentan en plus de celui de Flers. Après l'arrestation du chef de l'OCM Daniel Desmeulles - pseudonyme Gérard dans la résistance - le 13 juin 1944, lors du démantèlement du Maquis de Lignières-la-Doucelle, tous les mouvements de résistance ornais s'unifient en principe sous l'autorité d'André Mazeline. il est alors nommé responsable départemental des FFI par le général Allard le 20 juin 1944. Ses rapports avec Jacques Foccart, responsable de la résistance dans la région de Rânes et Écouché sont alors très difficiles.
Du 12 au 17 août 1944, un groupe de résistants commandés par André Mazeline a guidé la deuxième DB du général Leclerc dans sa traversé de la forêt d'Écouves, de Sées à Écouché.

## Carrière militaire
Après la Seconde Guerre Mondiale, André Mazeline reste dans l'armée et participe à la guerre d'Indochine de 1948 à 1950. Il est ensuite affecté en Allemagne en 1951-1952, puis au Sénégal jusqu'en 1958. Il est affecté en 1959-1960 à l'État-Major du secteur opérationnel d'Adrar (Sahara). En 1961, il est Commandant du 1er Bataillon du 23e RIMA en Algérie qu'il quitte en 1962 pour rejoindre Phnom Penh (Cambodge) où il sera Directeur des Études à l'École Militaire Khmère de 1962 à 1964. Rentré en France et nommé lieutenant-colonel, il est affecté à Caen (Calvados).

## Enseignement
Il réintègre l'Éducation Nationale en 1965 et il est nommé professeur au lycée de Falaise (Calvados) où il enseignera l'histoire et la géographie jusqu'à ce qu'il tombe gravement malade en 1973. Il se battra cinq années contre la maladie avec un grand courage.
Il devient président des CVR (Combattant Volontaire de la Résistance) de l'Orne en 1978 après la mort de Robert Aubin.